# Zelena deva
Zelena deva (znanstveno ime Aeshna viridis) je vrsta raznokrilih kačjih pastirjev iz družine dev, razširjena v Severni Evropi ter evropskem delu Rusije do zahodne Sibirije.

## Opis
Je velik predstavnik svojega rodu, odrasli dosežejo 65 do 75 mm v dolžino. Telo je sevetlozeleno obarvano, s temnim vzorcem črt in lis, le odrasli samci imajo zadek in oči svetlomodre. Podoben je velikemu spremljevalcu, od katerega ga je možno dokaj enostavno ločiti po temnih progah na oprsju. Podobni sta tudi višnjeva in zelenomodra deva, od katerih se loči po rumenkastem odtenku kril in povsem drugačnem habitatu.
Odrasli letajo od konca junija do konca septembra, z viškom aktivnosti avgusta.

## Habitat in razširjenost
V evropskem delu območja razširjenosti je vrsta vezana na stoječa ali počasi tekoča vodna telesa, bogato zarasla z vodno škarjico (Stratiotes aloides). Izvorno so to jezera in mrtvice v poplavnih ravnicah večjih rek, sekundarno pa naseljuje tudi umetna vodna telesa, nastala z izkopavanjem šote. Zaradi vezanosti na vodno škarjico je občutljiva na spremembe in je v velikem delu Evrope že redka in odvisna od varstvenih ukrepov, zato je uvrščena v Dodatek 4 evropske Direktive o habitatih. Najštevilčnejša je v severovzhodni Evropi in jugozahodni Sibiriji, izolirane populacije pa živijo tudi v južnejših delih Srednje Evrope, zlasti na poplavnih ravnicah Drave na mejnem območju med Slovenijo in Hrvaško ter Tise na Madžarskem.
Na Rdeči seznam kačjih pastirjev iz Pravilnika o uvrstitvi ogroženih rastlinskih in živalskih vrst v rdeči seznam je zelena deva uvrščena kot ogrožena vrsta,